# Бєлгород (станція)
Бєлгород — головна вузлова вантажно-пасажирська залізнична станція Бєлгородського відділення Південно-Східної залізниці на перетині ліній Курськ — Наумівка, Бєлгород — Готня та Бєлгород — Нежеголь між станціями Біломістна (10 км), Долбіно (10 км), Бєлгород-Сумський (2 км) та Крейда (4,6 км). Розташована в обласному центрі Бєлгородської області, за 1,2 км від центру міста. Протяжність залізничних колій територією Бєлгородської області дорівнює близько 700 км. 

## Історія
1 березня 1868 року комерції радник Самуїл Поляков отримав від уряду концесію на будівництво Курсько-Харківсько-Азовської залізниці. 5 травня 1868 року розпочато будівництво першої дільниці казенної Курсько-Харківсько-Азовської залізниці. Відкриття станції відбулося у 1869 році.
22 травня 1869 року від станції Бєлгород вирушив перший пасажирський поїзд до Харкова, який прибув на кінцеву станцію Харків-Пасажирський об 11:30.
6 липня 1869 року відкритий регулярний рух поїздів лінією Курськ — Харків.
7 листопада 1869 року затверджено Статут суспільства Курсько-Харківсько-Азовської залізниці.
У 1896 році побудована залізнична лінія Бєлгород — Вовчанськ казенної Курсько-Харківсько-Азовської залізниці, відтоді станція стала вузловою. 
У 1901 році побудована приватна Бєлгород-Сумська залізниця, а від Вовчанська подовжена залізниця до Куп'янська і тоді ж мапа сполучень набула сучасного вигляду.

Історичні світлини станції Бєлгород
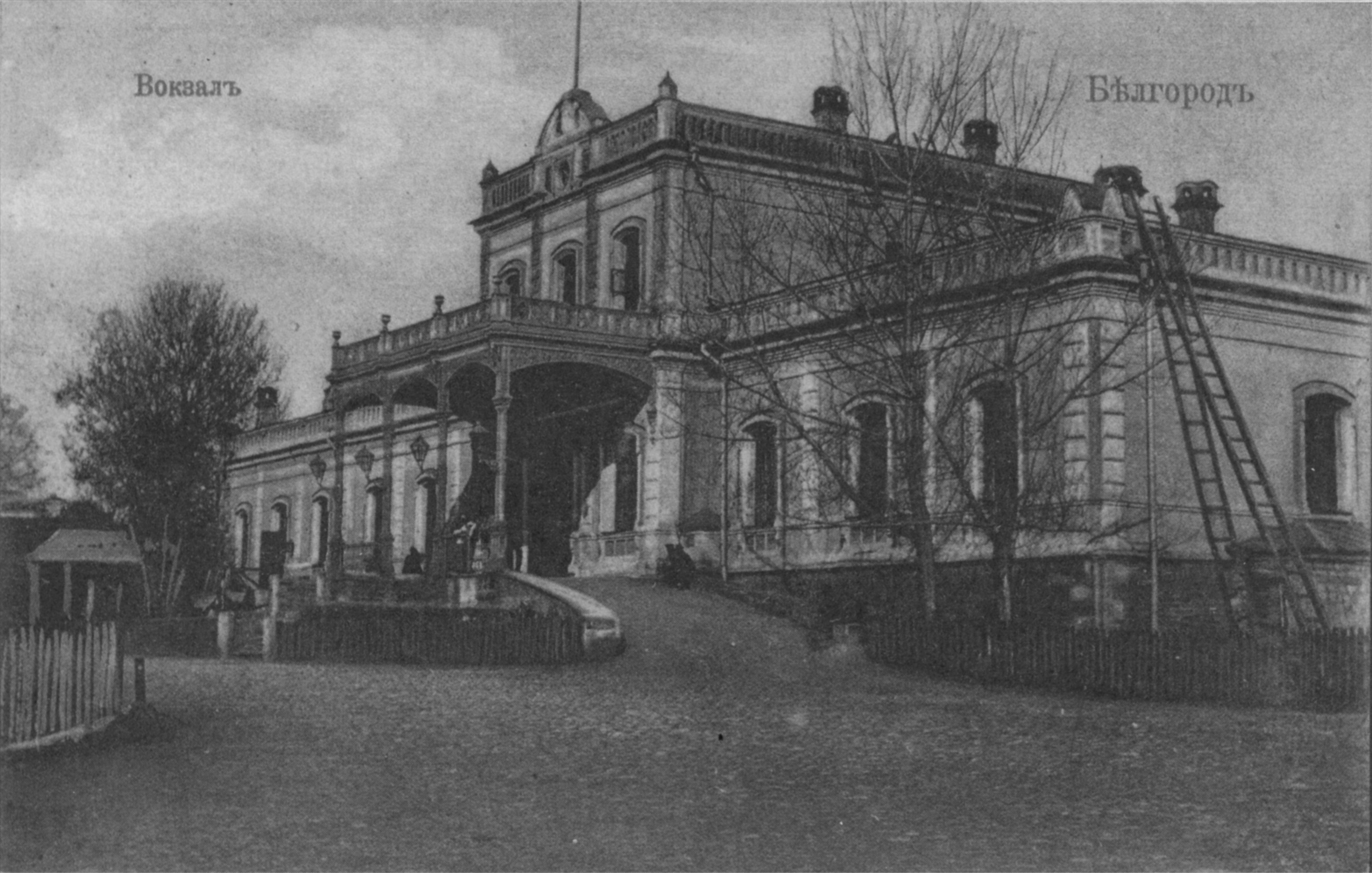
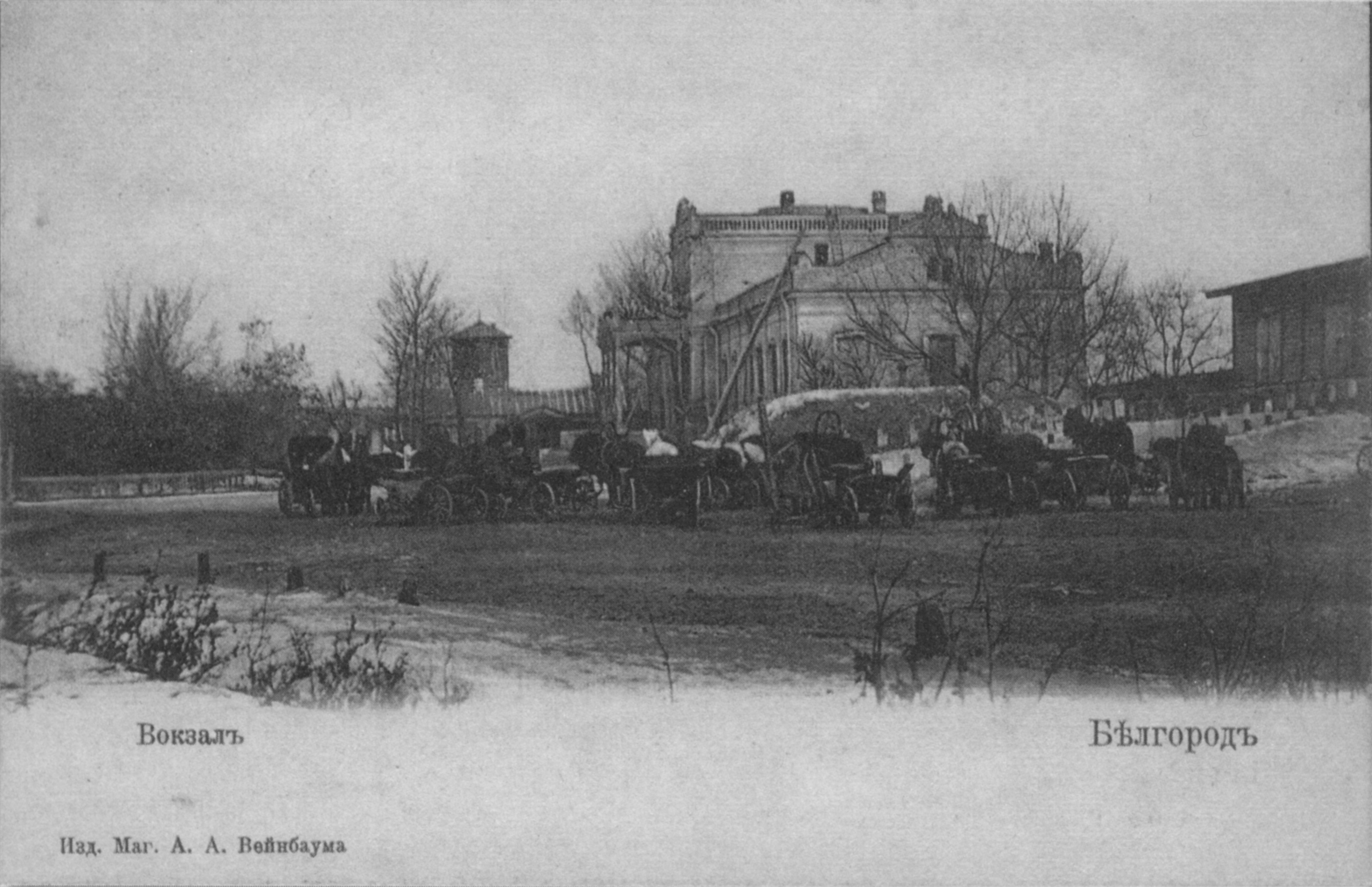
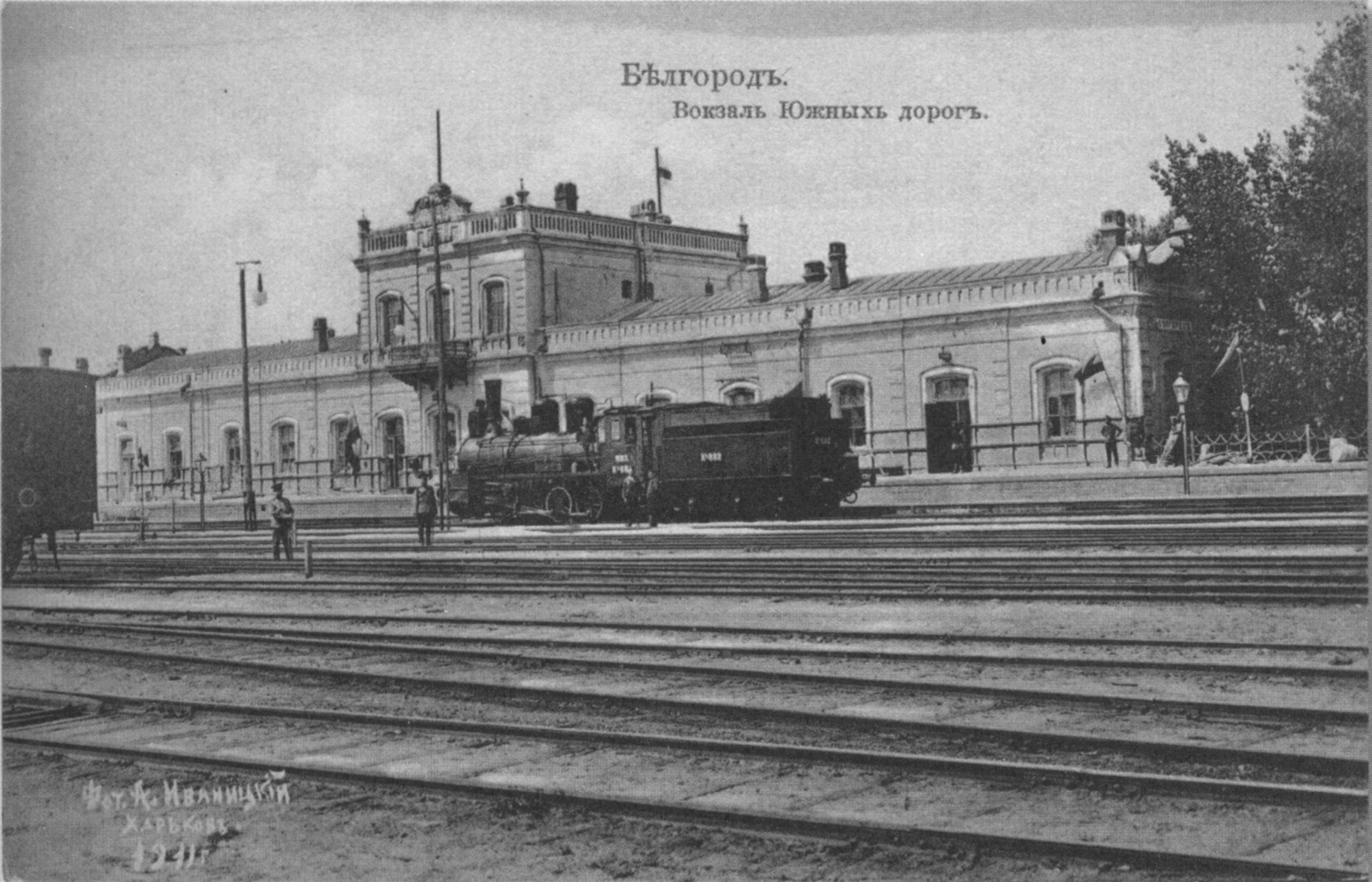
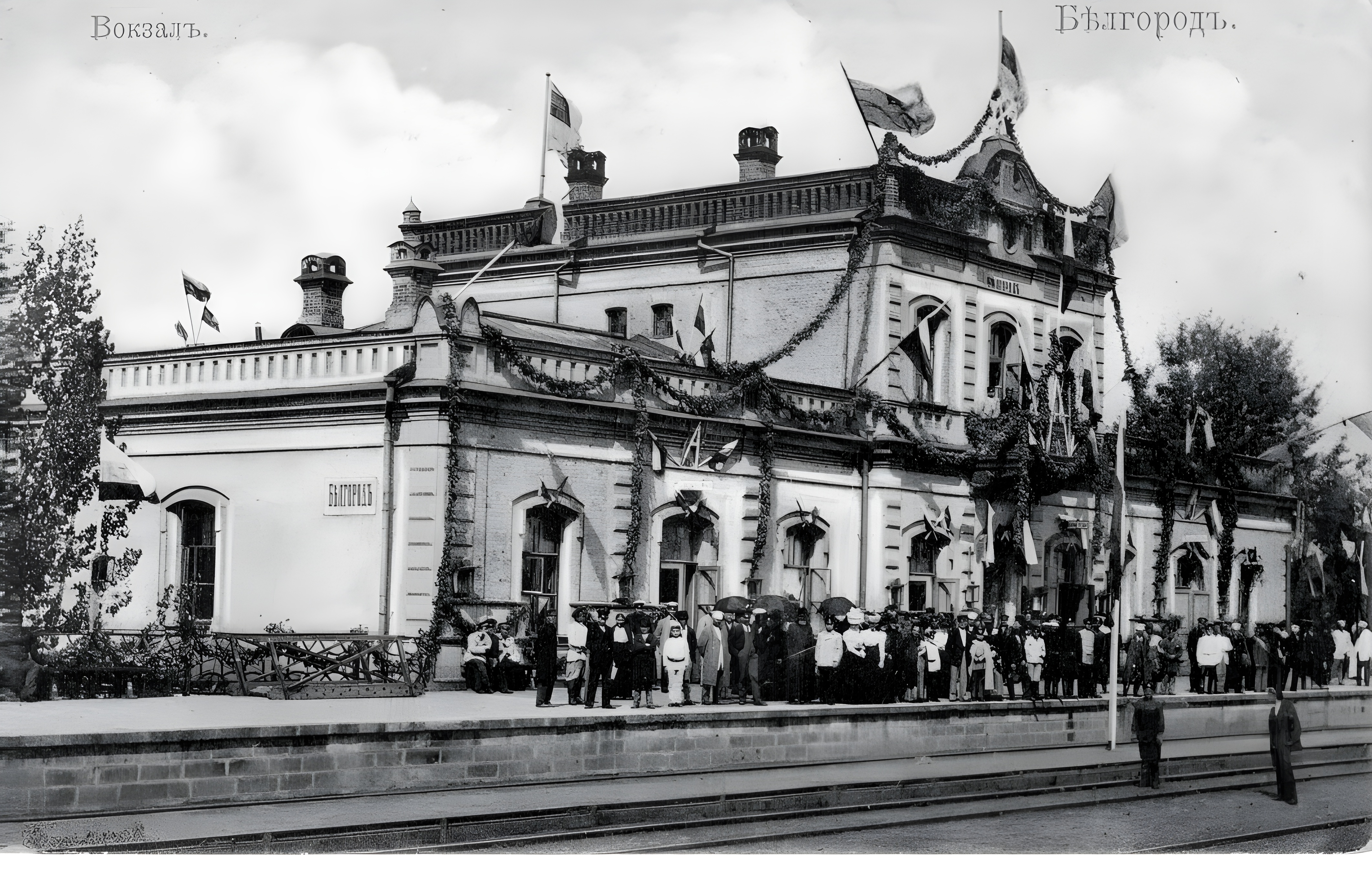

За понад 150-річчя існування станції на ній змінилося три будівлі вокзалу. Перша будівля зведена у 1870 році і мала вигляд невеликої двоповерхової кам'яної будови. Впродовж 1908—1911 року до неї були добудовані одноповерхові крила. Це одне з небагатьох будівель в місті, яке пережило Першу світову війну, але вона була повністю зруйнована під час боїв у роки Другої світової війни. У 1949 році побудована друга будівля вокзалу. У 1982 році споруджена третя будівля залізничного вокзалу. Впродовж 2008—2012 років вокзал зазнав капітальної реконструкції і нині повністю відповідає всім сучасним вимогам.
Вокзал складається з двох будівель: триповерхова будівля для пасажирів на поїзди далекого сполучення та триповерховий корпус приміського вокзалу з добудованою дев'ятиповерховою адміністративною будівлею.

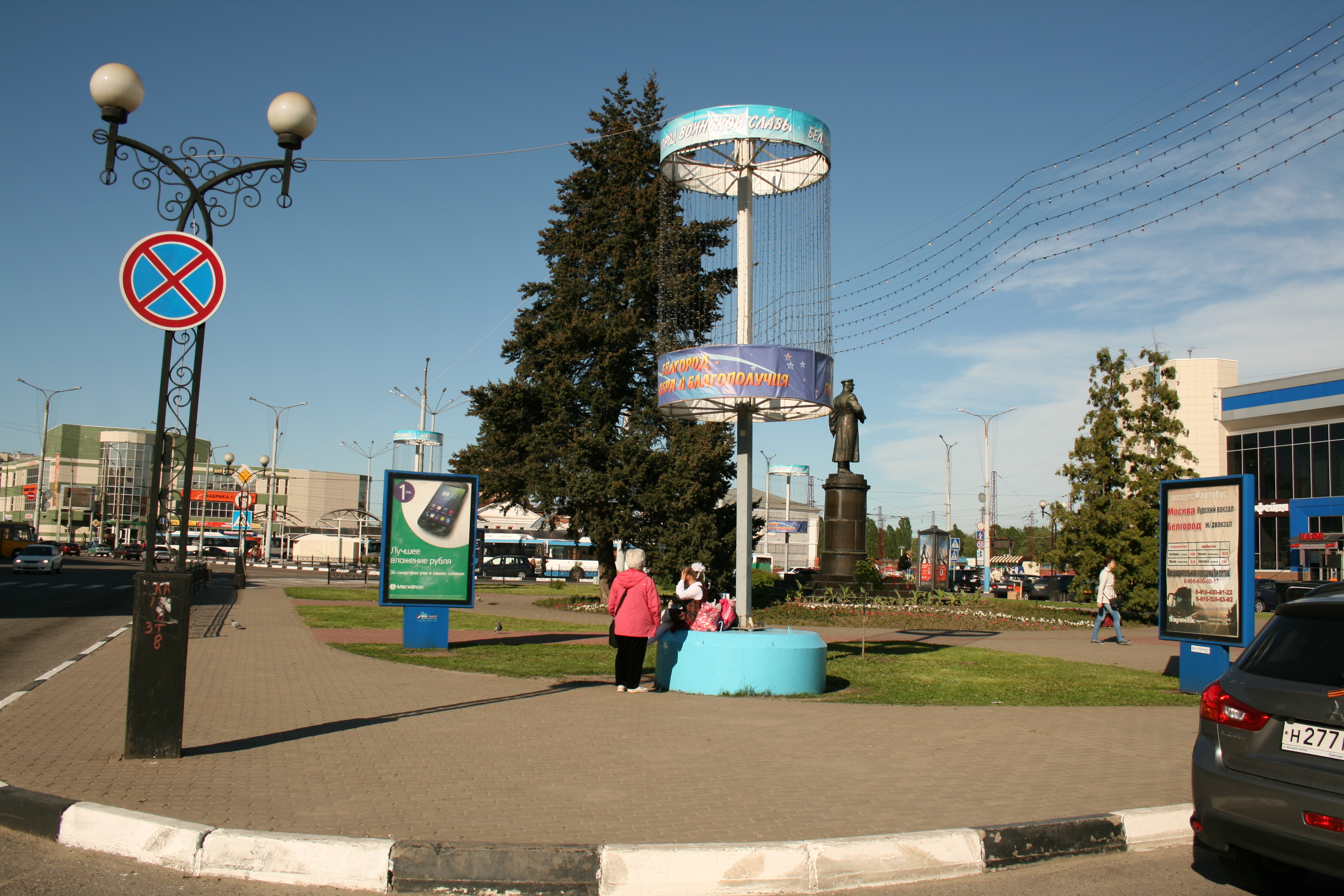
Пам'ятник генералу Йосипу Апанасенку

На вокзалі облаштовані зал чекання, каси продажу квитків на поїзди приміського та далекого сполучення, камери схову, багажне відділення. Біля вокзалу розташований невеликий привокзальний сквер, в якому встановлено пам'ятник генералу Йосипу Апанасенку (з 1943 року — був заступником командувача Воронезького фронту), брав участь у боях під Бєлгородом, який 5 серпня 1943 року був смертельно поранений. Поруч з вокзалом знаходиться центральний пляж та набережна річки Сіверський Донець.

## Пасажирське сполучення
На станції Бєлгород зупиняються поїзди далекого сполучення, які мають кінцевий пункт прибуття і відправлення та формуються приміські поїзди.
До 2014 року на дільниці Бєлгород — Харків курсували приміські електропоїзди ЕР2, ЕД4, ЕД4М моторвагонного депо «Бєлгород». З 13 лютого 2015 року, через припинення російською стороною в односторонньому порядку дії договору про спільну організацію руху поїздів на прикордонних залізничних дільницях з РФ та у зв'язку з низьким пасажиропотоком «Укрзалізницею» було скасовано єдиний залишившився тоді в ходу електропоїзд  № 816/815 міждержавного сполучення Харків — Бєлгород.

## Галерея

Вокзал станції Бєлгород
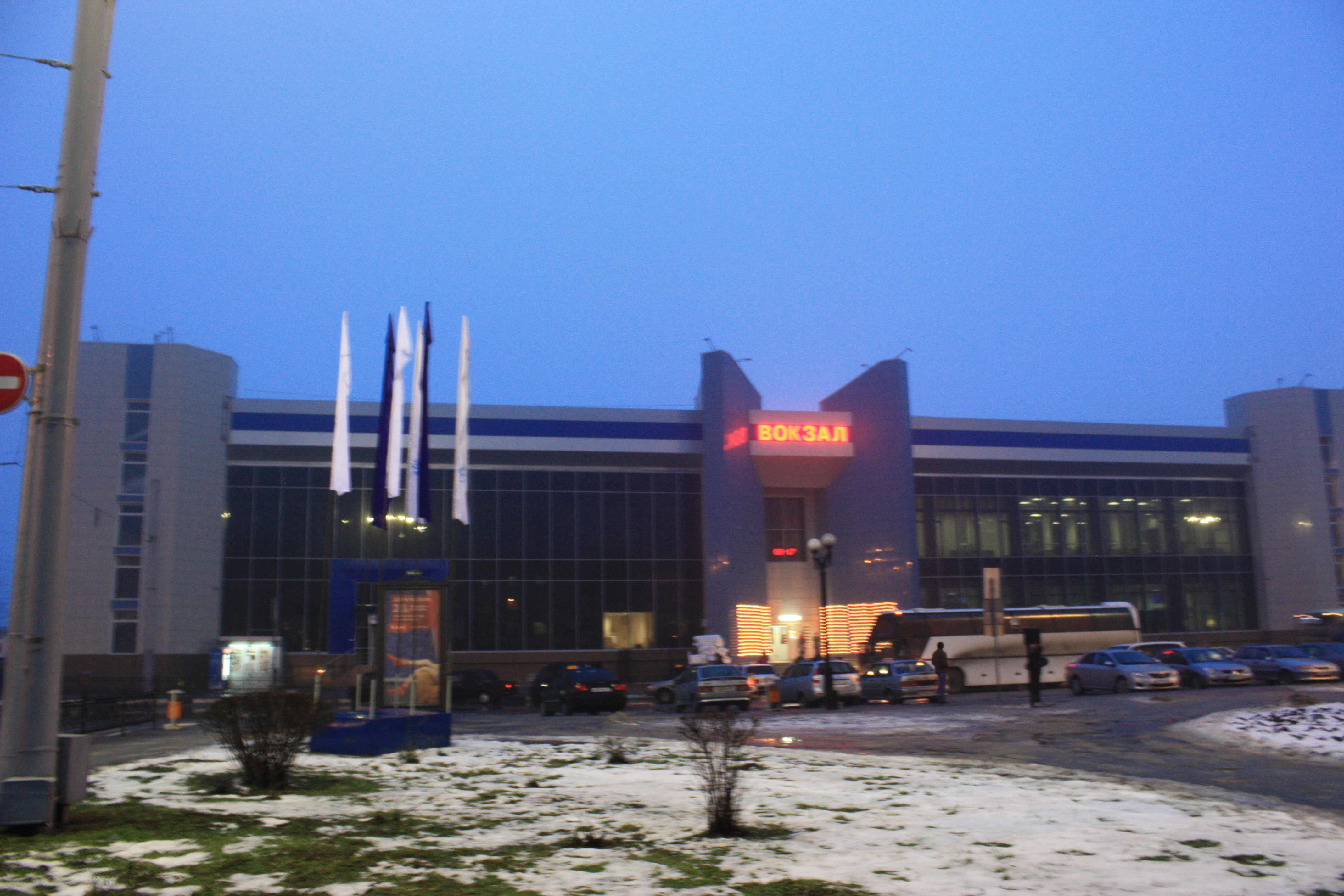
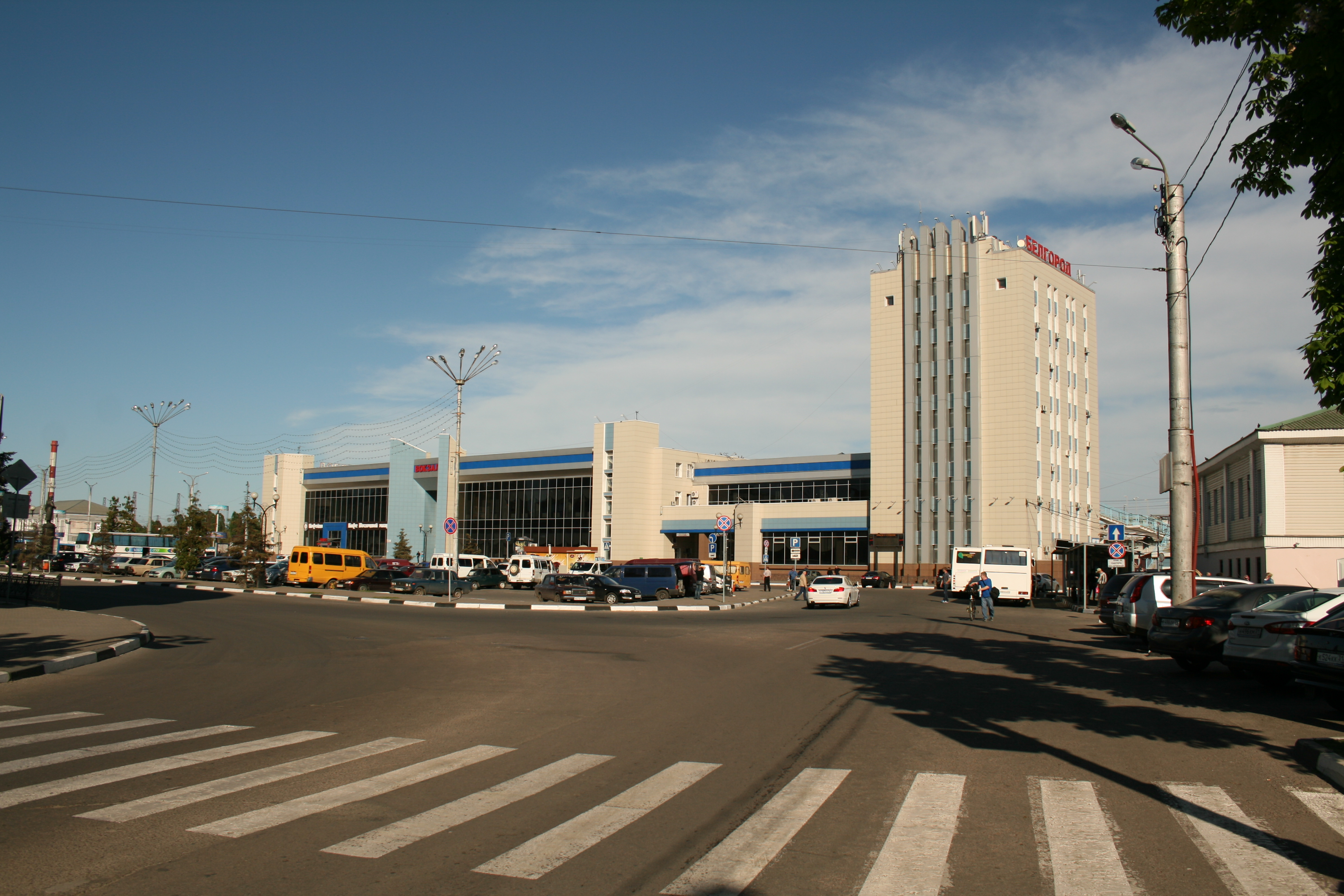
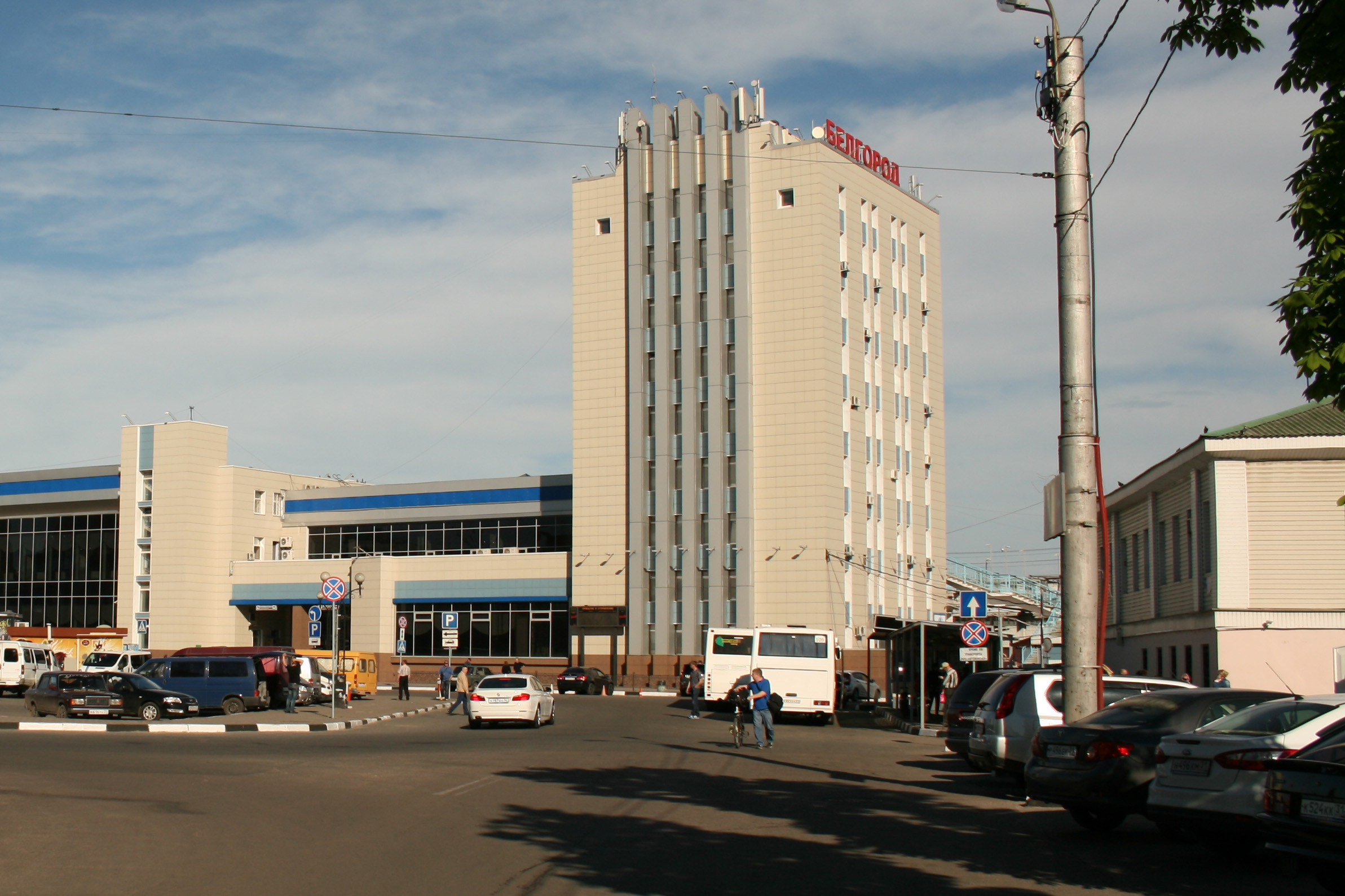